# 孤反鸟属
孤反鸟属（学名：Monoenantiornis）是反鸟亚纲已灭绝的一个属，生存于早白垩世的中国。只有一个已知物种，即四合当孤反鸟（M. sihedangia）。